# Bürgerressource
Als Bürgerressource (vgl. Ressource) wurde bis zum Anfang des 20. Jahrhunderts ein Gebäude bezeichnet, das sich zumeist im Eigentum eines privaten Trägervereins der Bürgerschaft einer Stadt befand und in dem sich die Vereinsmitglieder und deren Gäste zu vielfältigen Zwecken betätigen konnten. Manchmal wurde auch der Verein selbst als Ressource bezeichnet. Die Bürgerressourcen lagen häufig an städtebaulich herausgehobenen Orten. 
In ihnen organisierte sich in der Vergangenheit vielfältiges bürgerschaftliches Engagement. Sie boten auch anderen Vereinen oder Gesellschaften eine Heimstatt, standen daneben auch den Bürgern allgemein zur Erholung und Freizeitbetätigung offen. 
Insbesondere im 18., 19. und noch Anfang des 20. Jahrhunderts wurden Bürgerressourcen errichtet, in denen sich in der Regel kleinere Konferenzräume, Konzerträume, Ballsäle und oft auch eine Kapelle für Andachtszwecke befanden und die meist von einer öffentlich zugänglichen Grünanlage umgeben waren, wie die Weimarer Erholungsgesellschaft. 
Der Begriff der Bürgerressource als Bezeichnung eines Gebäudes oder eines Vereins ist heute aus dem Sprachgebrauch verschwunden.
Ein Beispiel für ein Haus einer Bürgerressource war das 1850 errichtete Haus Knieperdamm 5 in Stralsund. Das denkmalgeschützte Gebäude wurde im Jahre 2017 abgerissen.